# Anila Denaj
Anila Denaj (ur. 18 września 1973 w Tiranie) albańska polityk, członek Socjalistycznej Partii Albanii, od stycznia 2019 do września 2021 r. była ministrem finansów i gospodarki w gabinecie premiera Ediego Ramy.  

## Życiorys
Anila Denaj urodziła się 18 września 1973 r. w Tiranie. W 1995 r. ukończyła zarządzanie finansami i bankowością na Uniwersytecie w Tiranie. Pracowała w ProCredit Banks w Salwadorze, Boliwii, Ekwadorze, Rumunii i Mozambiku. W październiku 2013 r. została dyrektorem generalnym albańskiego ministerstwa finansów. Od 2014 r. wykłada zarządzanie zasobami ludzkimi w Szkole Administracji Publicznej (ASPA). W październiku 2018 r. została mianowana dyrektorem albańskiego Funduszu Obowiązkowego Ubezpieczenia Zdrowotnego (FSDKSH). Trzy miesiące później została mianowana ministrem finansów i gospodarki w wyniku zmiany gabinetu przez premiera Ediego Ramę, zastępując Arbena Ahmetaja. W 2020 r. wprowadziła szereg mechanizmów mających na celu pomoc w odbudowie krajowej gospodarki związanych z trzęsieniem ziemi w Albanii w 2019 r. i pandemią COVID-19. Oprócz pełnienia funkcji w rządzie, Denaj była członkiem Rady Doradczej ds. Płci i Rozwoju Grupy Banku Światowego (WBG). 